# Resident Evil: The Umbrella Chronicles
Resident Evil: The Umbrella Chronicles, i Japan känt som Biohazard: The Umbrella Chronicles (バイオハザード アンブレラ・クロニクルズ Baiohazādo Anburera Kuronikuruzu?), är en rälsskjutare till Wii och Playstation 3. Spelet är en del av Resident Evil-spelserien och släpptes i november 2007, medan PS3-versionen släpptes i juni 2012.
I spelet spelar man igenom tidigare delar av spelserien i förstapersonsperspektiv och använder Wiimoten som pistol. Spelet är också kompatibelt med Wii Zapper.

## Handling
Spelet är uppdelat i fyra delar. I den första delen spelar man igenom Resident Evil 0, den andra Resident Evil, den tredje Resident Evil 3 och den sista banan baserar sig inte på något spel utan är en nyutvecklad bana som utspelar sig i ett Umbrella-kontor i Ryssland.
Handlingen går igenom Umbrella Corporations uppgång och fall och spelet har Albert Wesker som berättare. Mellan huvuduppdragen finns också mindre uppdrag där man kontrollerar bland annat Wesker och ser händelseförloppen i de olika spelen från olika perspektiv.

## Spelsätt
The Umbrella Chronicles är en Rälsskjutare, vilket innebär att spelare inte har någon kontroll över spelkaraktären utan spelet går vidare automatiskt från en plats till en annan. Spelaren själv fokuserar på att skjuta på olika mål på skärmen.
I spelet används endera en Wii Remote eller en Wii Zapper (i PS3-versionen en Playstation Move). Handkontrollens rörelsekänslighet används bland annat för att hugga med kniv, kasta granater eller knuffa undan fiender. Kontrollens sikte används också som pistolsikte.
Spelet är också spelbart med två spelare som samarbetar, även om detta endast är möjligt i huvuduppdragen. Tvåspelarläget i mellanuppdragen låses upp när man spelat igenom allihop.